# Marie Lindgren
Ingrid Marie Lindgren (ur. 26 marca 1970 w Burträsk) – szwedzka narciarka, uprawiająca narciarstwo dowolne. Startowała w skokach akrobatycznych igrzyskach olimpijskich w Albertville, gdzie zajęła 2. miejsce, jednakże konkurencja ta była jedynie sportem pokazowym i medali nie przyznano. Na igrzyskach olimpijskich w Lillehammer w 1994 roku zdobyła srebrny medal. Ponadto zdobyła srebrne medale w skokach akrobatycznych na mistrzostwach świata w Altenmarkt i mistrzostwach świata w La Clusaz. Najlepsze wyniki w Pucharze Świata osiągnęła w sezonie 1991/1992, kiedy to zajęła 12. miejsce w klasyfikacji generalnej, a w klasyfikacji skoków akrobatycznych była trzecia.
W 1997 r. zakończyła karierę.

## Osiągnięcia

### Igrzyska olimpijskie
| Miejsce | Dzień     | Rok  | Miejscowość | Konkurencja        | Zwycięzca       |
| ------- | --------- | ---- | ----------- | ------------------ | --------------- |
| 2.      | 13 lutego | 1994 | Lillehammer | Skoki akrobatyczne | Lina Cheryazova |

### Mistrzostwa świata
| Miejsce | Dzień     | Rok  | Miejscowość | Konkurencja        | Zwycięzca            |
| ------- | --------- | ---- | ----------- | ------------------ | -------------------- |
| 4.      | 16 lutego | 1991 | Lake Placid | Skoki akrobatyczne | Wasilisa Siemienczuk |
| 2.      | 14 marca  | 1993 | Altenmarkt  | Skoki akrobatyczne | Lina Cheryazova      |
| 2.      | 19 lutego | 1995 | La Clusaz   | Skoki akrobatyczne | Nikki Stone          |

### Puchar Świata

#### Miejsca w klasyfikacji generalnej
- sezon 1990/1991: 17.
- sezon 1991/1992: 12.
- sezon 1992/1993: 28.
- sezon 1993/1994: 16.
- sezon 1994/1995: 19.
- sezon 1995/1996: 19.
- sezon 1996/1997: 48.

#### Miejsca na podium
1. Whistler Blackcomb – 13 stycznia 1991 (Skoki akrobatyczne) – 2. miejsce
2. Breckenridge – 20 stycznia 1991 (Skoki akrobatyczne) – 1. miejsce
3. Tignes – 7 grudnia 1991 (Skoki akrobatyczne) – 2. miejsce
4. Piancavallo – 15 grudnia 1991 (Skoki akrobatyczne) – 3. miejsce
5. Montreal – 22 stycznia 1992 (Skoki akrobatyczne) – 2. miejsce
6. Lake Placid – 25 stycznia 1992 (Skoki akrobatyczne) – 2. miejsce
7. Altenmarkt – 14 marca 1992 (Skoki akrobatyczne) – 1. miejsce
8. Breckenridge – 17 stycznia 1993 (Skoki akrobatyczne) – 2. miejsce
9. Lake Placid – 23 stycznia 1993 (Skoki akrobatyczne) – 2. miejsce
10. Whistler Blackcomb – 9 stycznia 1994 (Skoki akrobatyczne) – 3. miejsce
11. Lake Placid – 22 stycznia 1994 (Skoki akrobatyczne) – 3. miejsce
12. Hundfjället – 9 lutego 1994 (Skoki akrobatyczne) – 3. miejsce
13. Altenmarkt – 5 marca 1994 (Skoki akrobatyczne) – 1. miejsce
14. Whistler Blackcomb – 8 stycznia 1995 (Skoki akrobatyczne) – 2. miejsce
15. Le Relais – 22 stycznia 1995 (Skoki akrobatyczne) – 2. miejsce
16. Oberjoch – 10 lutego 1996 (Skoki akrobatyczne) – 3. miejsce
17. La Plagne – 16 lutego 1996 (Skoki akrobatyczne) – 3. miejsce
18. Kirchberg in Tirol – 24 lutego 1995 (Skoki akrobatyczne) – 3. miejsce
19. Lillehammer – 4 marca 1995 (Skoki akrobatyczne) – 3. miejsce
20. Hundfjället – 11 marca 1995 (Skoki akrobatyczne) – 3. miejsce
21. Altenmarkt – 16 marca 1996 (Skoki akrobatyczne) – 3. miejsce

- W sumie 3 zwycięstw, 8 drugich i 10 trzecich miejsc.